# Barry Hankerson
Barry Hankerson (nascido em 1946) é um produtor musical americano e gerente que fundou e dirige Blackground Records. Ele já foi um Produtor de televisão e um político em Detroit, Michigan. Ele conseguiu e produziu o The Winans, e foi um percussionista em seus álbuns "Let My People Go" e "Decisions". Ele também produziu peça de Ron Milner, Don't Get God Started em 1988. Ele estrelou em um filme, Pipe Dreams, com sua ex-esposa.
Hankerson também gerenciou Toni Braxton e R. Kelly. Hankerson também co-escreveu 1992 o single de estreia solo de Kelly "She's Got That Vibe". Hankerson está trabalhando em um álbum de colaboração com Drake da Young Money e Noah "40" Shebib. O álbum 16 track está previsto para sair até o final de 2012. Barry foi um forte defensor de Barack Obama, contribuindo fortemente para ambas as campanhas e produzir um filme sobre ele em 2012, intitulado The Obama Effect da recém-lançada Blackground Pictures. Foi dirigido por Charles S. Dutton e estrelas dele, Katt Williams e Meagan Good. As filmagens não correram bem, quando em um ponto Katt foi preso depois de ter sido enganado por invadir uma das casas de Hankerson perto de Newnan, Geórgia, onde ele estava hospedado durante seu tempo no set, roubando jóias.
Hankerson também é conhecido por seu compromisso com a juventude conturbada, e fez contribuições de caridade substanciais para organizações privadas que auxiliam os jovens que necessitam de intervenção. Gravadoras de Hankerson recusar-se a produzir músicas contendo letras que incentivam o uso de drogas ilícitas ou o comportamento sexual irresponsável. Em vez disso, os artistas assinados por Hankerson promovem formas positivas para os jovens para ter sucesso e se tornar adultos produtivos na sociedade.

## Vida pessoal
Hankerson casou-se com Gladys Knight em outubro de 1974, depois de quatro anos, o casal se divorciou. Ele tem dois filhos, um com Knight, Shanga-Ali Hankerson e Jomo Hankerson (seu filho mais velho, de um casamento anterior, antes de Knight.)
Hankerson é o irmão de Diane Haughton e o tio de Rashad Haughton e da falecida cantora de R&B, Aaliyah (dois filhos de Diane Haughton). Hankerson atuou como gerente de Aaliyah até sua morte em 25 de agosto de 2001, a partir de um acidente de avião nas Bahamas. Barry gosta de manter um perfil baixo e, por isso, há muito pouca informação sobre sua atividade atual e antiga.